# ГЕС Саблон
ГЕС Саблон (фр. centrale de Sablons) та (фр. barrage de St-Pierre-de-Bœuf) — гідроелектростанція на південному сході Франції. Входить до складу каскаду на річці Рона, знаходячись між ГЕС Вогрі (вище по течії) та Жерван.
Праву протоку Рони перекрили греблею Сен-П'єрр-де-Беф висотою 21 метр та довжиною 152 метри, яка складається із шести водопропускних шлюзів. Створений нею підпір утворює витягнуте по долині річки водосховище із площею поверхні 7 км2 та об'ємом 48 млн м3. Гребля спрямовує воду до лівої протоки (каналу), на якому через майже 9 км розташована руслова будівля машинного залу довжиною 115 метрів. Ліворуч від неї облаштований судноплавний шлюз із розмірами 233 × 12,1 метра.
Машинний зал обладнаний чотирма бульбовими турбінами загальною потужністю 160 МВт. При напорі у 12,2 метра вони забезпечують виробництво 885 млн кВт·год електроенергії на рік.
Відпрацьована вода прямує ще близько 2 км по каналу, перш ніж потрапити назад до Рони.